# Tipula texensis
Tipula texensis är en tvåvingeart som beskrevs av Alexander 1916. Tipula texensis ingår i släktet Tipula och familjen storharkrankar. Inga underarter finns listade i Catalogue of Life.